# Chārez
Chārez (persiska: چارَز, چارز) är en ort i Iran.   Den ligger i provinsen Mazandaran, i den norra delen av landet, 110 km norr om huvudstaden Teheran. Chārez ligger 36 meter över havet och antalet invånare är 804.
Terrängen runt Chārez är varierad. Runt Chārez är det ganska tätbefolkat, med 96 invånare per kvadratkilometer. Närmaste större samhälle är Chālūs, 16,4 km öster om Chārez. I omgivningarna runt Chārez växer i huvudsak blandskog.